# Birori
Birori ist eine italienische Gemeinde (comune) in der Provinz Nuoro in der Region Sardinien mit 490 Einwohnern (Stand: 31. Dezember 2023).

## Geographie
Birori liegt 50 km westlich von Nuoro. Das Gemeindegebiet umfasst eine Fläche von 17,33 km². Der Ort liegt auf einer Höhe von 450 Metern über dem Meer. Nachbargemeinden sind Borore, Bortigali, Dualchi und Macomer.

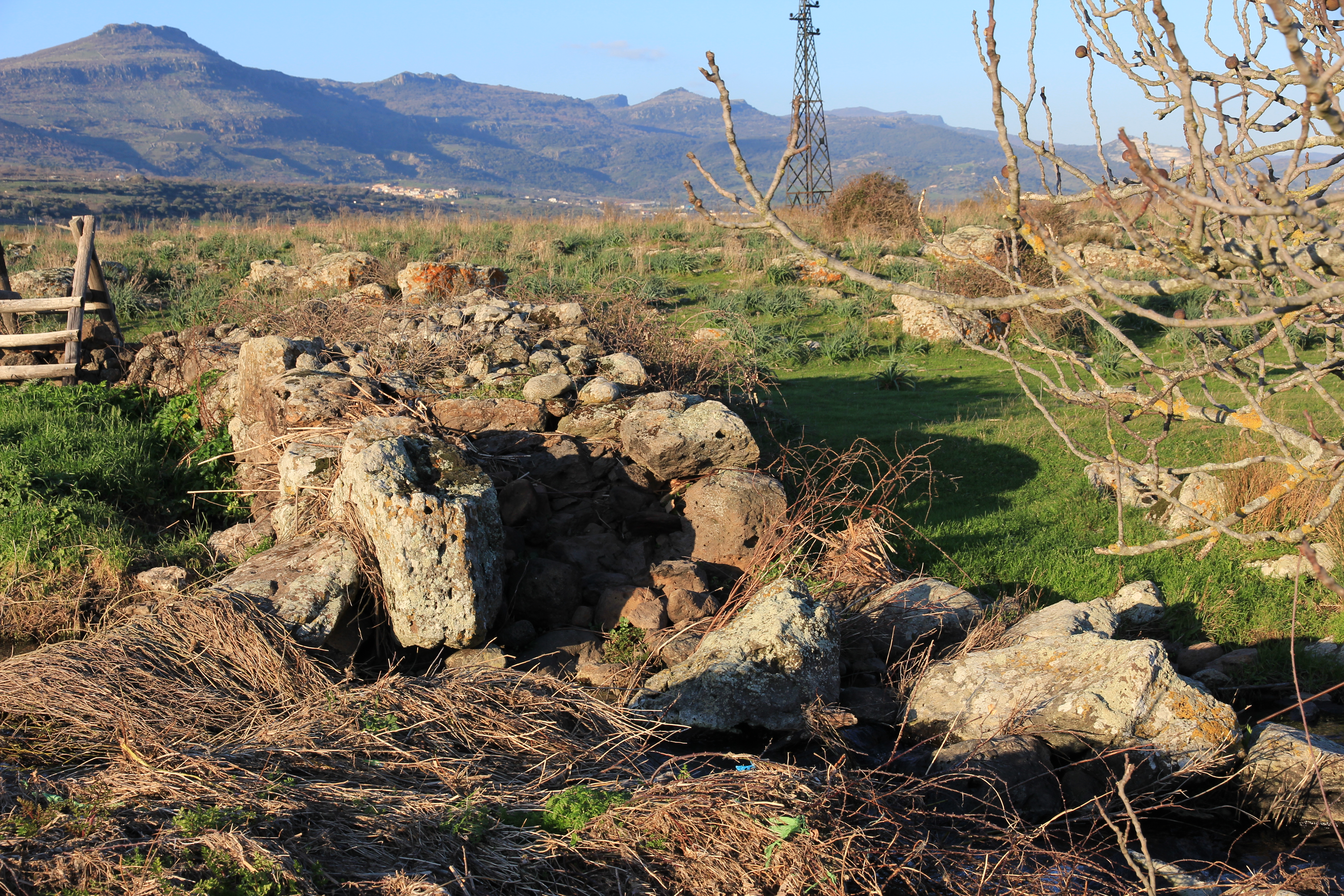
Reste der antiken Brücke

Im oder beim Ort befinden sich die Gigantengräber von Lassia, Palatu und S’Altare und die Dolmen von Sarbogadas die Dolmen Arbu 1 + 2 und die Domus de Janas von Cobercada liegen in der Nähe.
Der Haltepunkt Birori liegt an der schmalspurigen Bahnstrecke Macomer–Nuoro, der Haltepunkt Birori FS lag an der Bahnstrecke Cagliari–Golfo Aranci Marittima.